# Рифт

Карта сучасних тектонічних плит.

Рифт (рос. рифт, англ. rift; нім. Rift-Zone f, Rift m, tektonischer Graben m) — лінійно витягнута подібна до рову тектонічна структура типу грабена, що розтинає земну кору. Довжина від сотень до тисяч кілометрів, ширина від десятків до 200—400 км. Частіше утворюється в зонах розтягнення земної кори. Виникнення рифту супроводжується сейсмічною активністю і магматизмом.

## Різновиди
За характером глибинної будови розрізняють такі головні категорії рифтів — внутрішньоконтинентальні, міжконтинентальні, периконтинентальні і внутрішньоокеанічні. Дуже великі рифти називаються рифтовими поясами, зонами або системами (наприклад, Східно-Африканська рифтова система, Байкальська система рифтів тощо).
Відомі рифти:
- Рифт Червоного моря
- Східно-Африканський рифт
- Рифт Терсейра
- Рифт Мертвого моря
- Рифт Білого Нілу
- Західно-Антарктичний рифт
- Рифт моря Лаптєвих
- Афарський потрійний рифт
- Рифт Бахр-ель-Араб

## В Україні
На території України рифти та грабени найбільше представлені в Дніпровсько-Донецькій западині.